# 北浜キャピタルパートナーズ
北浜キャピタルパートナーズ株式会社（きたはまキャピタルパートナーズ株式会社、英: Kitahama Capital Partners Co.,Ltd.））は、大阪府大阪市中央区に本社を置く投資・投資マネジメント会社である。旧社名は燦キャピタルマネージメント株式会社。

## 概要
証券化等の金融ストラクチャードファイナンスをベースとした投資会社を標榜しており、当社及び連結子会社8社によって構成されている。不動産・企業・事業等に対する投資を行う投資マネージメント事業を手掛けている。投資物件を金融商品化して顧客である投資家に提供する「ファンド事業」、さまざまな投資対象の調査・投資の実行を行う「投資事業」、投資案件の投資利回りを向上させるためのバリューアップや金融・投資関係のコンサルティングを行う「ソリューション事業」を行っている。

## 企業活動
大手不動産ファンドの首都圏大型物件への集中投資という現状に対して、ビジネスモデルとして「金融ロングテールビジネス」を掲げ、地方の高利回り案件を中心に扱うという投資スタンスを取っている。投資物件の状況によっては、リノベーションやコンバージョンを実施して投資効率の向上を行っている。
従来はレジデンス系の賃貸マンションへの投資が中心だったが、近年ではゴルフ場やホテルといったオペレーション型の収益物件の取得も実施している。

## 沿革
- 1992年9月 - 有限会社横浜経営研究所を設立。
- 1997年5月 - ワイトレーディング株式会社を設立。
- 2001年9月 - 燦キャピタルマネージメント株式会社に商号変更。投資会社として、投資ファンド運営事業に本格参入。
- 2002年12月 - 不良債権バルクへの投資を目的として、不動産投資ファンドを組成。
- 2003年10月 - 上場企業社宅を分譲マンションにリノベーションを行い、当該物件への投資を目的として不動産投資ファンドを組成。
- 2004年8月 - 適法コンバージョン物件への投資を目的として、不動産投資ファンドを組成。
- 2006年
  - 3月 - ゴルフ場「鳥取カントリー倶楽部」を投資目的にて取得。
  - 12月 - 大阪証券取引所ヘラクレス（現・ジャスダック）に上場。
- 2007年
  - 8月 - アセット・マネージメント事業子会社として燦アセットマネージメント株式会社（大阪市北区）設立。
  - 10月 - 株式会社グランドホテル松任（石川県白山市）の発行済株式の50.27%を取得し子会社化。
- 2008年3月 - 子会社の燦アセットマネージメント株式会社が金融商品取引業者（第二種金融取引業、投資顧問業、投資助言・代理業）の登録を完了。
- 2009年6月 - 株式会社ISホールディングスと資本業務提携。
- 2012年
  - 2月 - 東京オフィス（東京都千代田区）開設。
  - 4月 - 北九州オフィス（福岡県北九州市小倉北区）開設。
  - 11月 - 子会社の燦アセットマネージメント（現・サムティアセットマネジメント）の全株式をサムティ株式会社に譲渡。
- 2013年
  - 2月 - 子会社の株式会社グランドホテル松任の保有株式全てをISホールディングスに譲渡。
  - 3月 - ISホールディングスとの資本業務提携を解消。
- 2024年
  - 1月 - 本店を大阪市中央区北浜二丁目1番17号に移転[2]
  - 7月 - 北浜キャピタルパートナーズ株式会社に商号変更[3]。